# Xã Painesville, Quận Lake, Ohio
Xã Painesville (tiếng Anh: Painesville Township) là một xã thuộc quận Lake, tiểu bang Ohio, Hoa Kỳ. Năm 2010, dân số của xã này là 20.399 người.